# Epoca de gheață: Ploaie de meteoriți
Epoca de gheață: Ploaie de meteoriți (în engleză Ice Age: Collision Course) este un film american de animație pe computer din 2016 produs de Blue Sky Studios și distribuit de 20th Century Fox.